# Icariotis politicollis
Icariotis politicollis là một loài bọ cánh cứng trong họ Cerambycidae.